# Lillian Evelyn Gilbreth

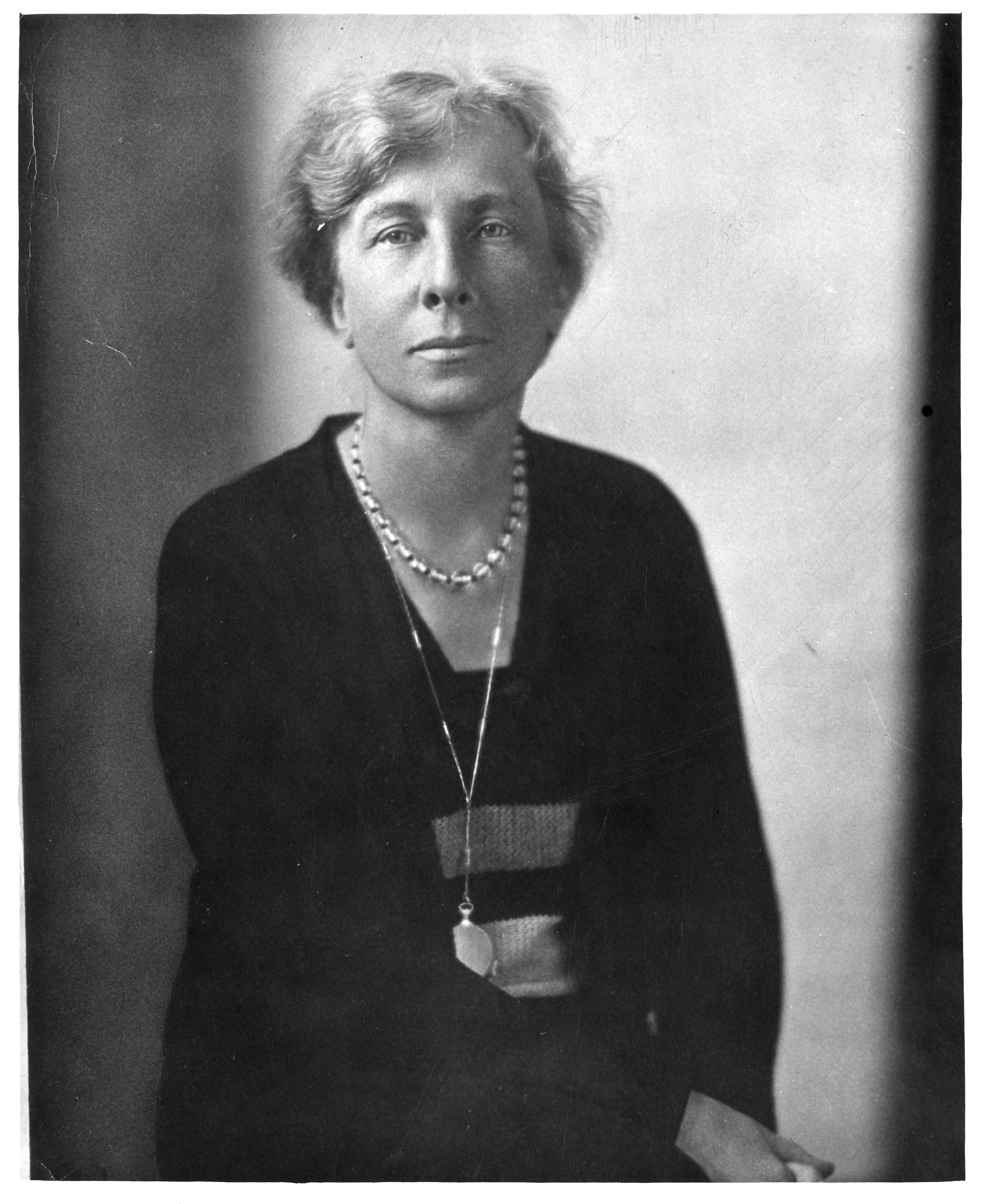
Lillian Evelyn Gilbreth

Lillian Evelyn Gilbreth, BA, MA, PhD, (* 24. Mai 1878 in Oakland (Kalifornien) als Lillian Evelyn Moller; † 2. Januar 1972 in Phoenix (Arizona)) war eine US-amerikanische Autorin und eine der ersten als Ingenieurin arbeitenden Frauen, die einen PhD erlangte.

## Wirken und Ehrungen
Sie gilt als die erste Organisationspsychologin. Sie und ihr Ehemann Frank Bunker Gilbreth waren Pioniere auf dem Gebiet des Arbeitsstudiums. Ihr besonderes Interesse an Zeit- und Bewegungsstudien mag auch daran gelegen haben, dass sie eine sehr große Familie hatten. Die Bücher
- Cheaper By The Dozen. ISBN 0-06-008460-X (deutsch: Im Dutzend billiger. ISBN 3-499-11721-5) und
- Belles on Their Toes. ISBN 0-690-13023-6 (deutsch: Aus Kindern werden Leute. ISBN 3-442-07256-5)

beschreiben ihr Familienleben mit zwölf Kindern.
1956 verlieh der Verein Deutscher Ingenieure (VDI) Gilbreth das VDI-Ehrenzeichen. 1966 erhielt sie den Hoover Award. 1984 ehrte die US-amerikanische Post Lillian Moller Gilbreth mit einer Briefmarke. Sie wird allgemein als „The First Lady of Engineering“ angesehen und war die erste Frau, die in die National Academy of Engineering gewählt wurde. Sie war Professorin an der Purdue University, dem New Jersey Institute of Technology und an der University of Wisconsin–Madison.
Gilbreth diente als Beraterin für die Präsidenten Hoover, Roosevelt, Eisenhower, Kennedy und Johnson im Bereich Zivilverteidigung, Kriegsproduktion und Rehabilitation von Menschen mit körperlichen Behinderungen.

## Leben
Die deutschstämmige Lillian Moller heiratete 1904 Frank Bunker Gilbreth (1868–1924). Schon zu Beginn ihrer Ehe beschlossen sie, zwölf Kinder zu bekommen, was sie auch in die Tat umsetzten. Von ihren zwölf Kindern erreichten elf das Erwachsenenalter. Die Namen der Kinder waren: Anne (1905–1987), Mary (1906–1912), Ernestine (1908–2006), Martha (1909–1968), Frank Jr. (1911–2001), Bill (William) (1912–1990), Lillian (1914–2001), Fred (1916–2015), Dan (Daniel) (1917–2006), Jack (John) (1919–2002), Bob (Robert) (1920–2007) und Jane (1922–2006).
Gilbreth erfand auch viele hilfreiche Produkte, die der Unterstützung von Menschen mit Behinderungen dienten oder die Hausarbeit erleichterten: der elektrische Mixer und der Mülleimer, der sich per Pedal öffnen lässt, stammen von ihr. Sie war u. a. befreundet mit der Rationalisierungsexpertin Irene M.Witte.

## Gilbreth, Inc.
Lilian und Frank Gilbreth besaßen zusammen die Consulting Firma Gilbreth, Inc., die Zeit- und Bewegungsstudien durchführte. Die Kinder wirkten häufig bei diesen Studien mit.

## Werke
- Closing the gap. M. I. T. Press, Cambridge, Mass. 1967.
- mit Orpha Mae Thomas und Eleanor Gilbreth Clymer: Management in the Home: Happier Living Through Saving Time and Energy. 1956.
- Then and now. School of Industrial Engineering and Rich Laboratories of Industrial Engineering, Georgia Institute of Technology, 1949.
- mit Alice Rice Cook: The Foremann in manpower management. 1. Auflage. McGraw-Hill Book, New York 1947.
- mit Edna Yost: Normal Lives for the Disabled. 1944.
- As I remember, Autobiografie. 1941. (Neuausgabe: Engineering & Management Press, 1998, ISBN 0-89806-186-5)
- Cookery/Gleaner Memorial Home Cook Book. 1937.
- The quest of the one best way : a sketch of the life of Frank Bunker Gilbreth. Society of Women Engineers, New York, NY 1990, ISBN 0-9625750-0-3. (Neuausgabe des Werkes von 1935)
- How can federal expenditures be reduced?: American Acad. of Polit. and Social Science, Philadelphia, Pa. 1933.
- The home-maker and her job. 1930. (ins Deutsche übersetzt von Irine M. Witte: Heim und Arbeit : die Lebensaufgabe der modernen Hausfrau. Thienemann, Stuttgart 1930)
- Living with our children. Norton, New York 1928.
- What's ahead for Management. Kraus, New York 1967 (Repr. v, New York 1926)
- F. B. Gilbreth : das Leben eines amerikanischen Organisators. Poeschel, Stuttgart 1925. (ins Deutsche übersetzt von Irine M. Witte)
- mit B. Frank: Applied Motion Study: A Collection of Papers On the Efficient Method to Industrial Preparedness. vor 1920. (Neuausgabe: Nabu Press, ISBN 978-1-147-31419-9) (ins Deutsche übersetzt von Irine M. Witte: Angewandte Bewegungsstudien : 9 Vortr. aus d. Praxis d. wissenschaftl. Betriebsführung. Verlag deutscher Ing., Berlin 1920.
- mit B. Frank: Verwaltungspsychologie : Die arbeitswiss. Grundlagen f. d. Ermittlung u. Einf. von Verfahren, die d. grössten Wirkungsgrad bei geringstem Kraftaufwand ermöglichen. Ein Handbuch f. d. heranwachsenden Techniker, Ingenieure u. Betriebsleiter. Verlag d. Vereines deutscher Ingenieure, Berlin 1922. (ins Deutsche übersetzt von Irine M. Witte)
- mit B. Frank: Fatigue study : the elimination of humanity's greatest unnecessary waste; a first step in motion study. Hive, Easton 1973 (Reprint of the 1916 ed.)  (ins Deutsche übersetzt von Irine M. Witte: Ermüdungsstudium : eine Einführung in das Gebiet des Bewegungsstudiums. Verein deutscher Ing., Berlin 1921)
- The Psychology of Management: The Function of the Mind in Determining, Teaching. 1914. (Neuausgabe: Nabu Press, 2010, ISBN 978-1-143-03155-7)

Übersicht:
- William R. Spriegel u. a.: The writings of the Gilbreths. 1. Auflage. Irwin, Homewood, Ill. 1953, OCLC 543095.